# 양보중학교
양보중학교는 경상남도 하동군에 있었던 공립 중학교이다.

## 학교 연혁
- 1955년 6월 20일 양보중학교 설립 인가
- 1955년 8월 21일 개교
- 1971년 2월 12일 15학급 인가
- 1979년 12월 3일 강당 준공
- 1983년 6월 30일 본관 신축 공사 16교실 완성
- 1999년 11월 15일 교실, 창틀 보수 공사 완공
- 2001년 2월 10일 운동장 잔디 구장 조성 및 배수로 공사
- 2003년 2월 8일 다목적실 설치
- 2004년 10월 1일 학교 급식 시작
- 2009년 6월 30일 도서관 현대화 사업 완료
- 2014년 3월 1일 제22대 김득식 교장 취임
- 2015년 2월 17일 제60회 졸업(9명), 총 졸업생 수(7,000명)
- 2015년 3월 2일 입학식(신입생 12명)
- 2016년 2월 29일 폐교 및 기숙형 중학교 한다사중학교로 통폐합[1], 61년만에 폐업

## 참고 자료
- 양보중학교 - 한국교육학술정보원 학교알리미